# کاونده‌پاها
کاوَنده‌پاها (نام علمی: Orycteropus) نام یک سرده از تیره کاونده‌پایان است.